# Andropolia contacta
Andropolia contacta là một loài bướm đêm thuộc họ Noctuidae. Nó được tìm thấy ở Alaska tới Newfoundland, phía nam đến New England, New York, Colorado, và miền nam British Columbia. Nó cũng được tìm thấy ở California.
Sải cánh dài khoảng 44 mm. Con trưởng thành bay từ tháng 7 đến tháng 8.
Ấu trùng ăn Alnus, Betula, Salix và Populus tremuloides.

## Phụ loài
- Andropolia contacta contacta
- Andropolia contacta pulverulenta (Colorado,...)